# Vórtices de Görtler

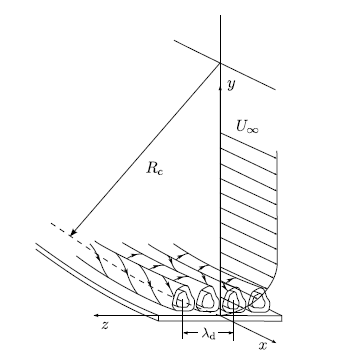
Vórtices de Görtler en una capa límite

En dinámica de fluidos , los vórtices de Görtler son flujos secundarios que aparecen en un flujo de capa límite a lo largo de una pared  cóncava. Si la capa límite es delgada en comparación con el radio de curvatura de la pared, la presión permanece constante a través de la capa límite. Por otro lado, si el grosor de la capa límite es comparable al radio de curvatura, la acción  centrífuga crea una variación de presión a través de la capa límite. Esto conduce a la inestabilidad centrífuga,  o inestabilidad de Görtler, de la capa límite y la consiguiente formación de «vórtices de Görtler».

## Número de Görtler
El inicio de los vórtices de Görtler se puede predecir utilizando el número adimensional denominado número de Görtler ( G ). Es la relación de los efectos centrífugos a los efectos viscosos en la capa límite y se define como:
| Símbolo                      | Nombre                                 | Unidad |
| ---------------------------- | -------------------------------------- | ------ |
| {\displaystyle \mathrm {G} } | Número de Görtler                      |        |
| {\displaystyle L}            | Grosor de impulso (Momentum thickness) | m      |
| {\displaystyle R}            | Radio de curvatura de la pared         | m      |
| {\displaystyle d}            | Dimensión de área                      | m      |
| {\displaystyle u}            | Velocidad externa                      | m / s  |
| {\displaystyle \nu }         | Viscosidad cinemática                  | m2 / s |

{\displaystyle \mathrm {G} ={\sqrt {\frac {\text{Fuerzas centrífugas}}{\text{Fuerzas viscosas}}}}}
|                                                            | 1 | 2 |
| ---------------------------------------------------------- | --- | --- |
| Ecuaciones                                                 | {\displaystyle \mathrm {G} ={\sqrt {\frac {m\ u^{2}\ /\ R}{\nu \ (\nu \ \rho )}}}}                                                    | {\displaystyle \rho ={\frac {m}{d^{2}\ L}}}                                                                                           |
| Simplificando                                              | {\displaystyle \mathrm {G} ={\Bigl (}{\frac {u}{\nu }}{\Bigr )}{\sqrt {\frac {m}{\rho \ R}}}}                                         | |
| Sustituyendo                                               | {\displaystyle \mathrm {G} ={\Bigl (}{\frac {u}{\nu }}{\Bigr )}{\sqrt {\frac {m}{[m\ /\ (d^{2}\ L)]\ R}}}}                            | {\displaystyle \mathrm {G} ={\Bigl (}{\frac {u}{\nu }}{\Bigr )}{\sqrt {\frac {m}{[m\ /\ (d^{2}\ L)]\ R}}}}                            |
| Simplificando                                              | {\displaystyle \mathrm {G} ={\Bigl (}{\frac {u}{\nu }}{\Bigr )}{\sqrt {\frac {d^{2}\ L}{R}}}}                                         | {\displaystyle \mathrm {G} ={\Bigl (}{\frac {u}{\nu }}{\Bigr )}{\sqrt {\frac {d^{2}\ L}{R}}}}                                         |
| Multiplicando {\displaystyle {\sqrt {\frac {d\ L}{d\ L}}}} | {\displaystyle \mathrm {G} ={\Bigl (}{\frac {u}{\nu }}{\Bigr )}{\sqrt {{\frac {d^{2}\ L}{R}}{\Bigl (}{\frac {d\ L}{d\ L}}{\Bigr )}}}} | {\displaystyle \mathrm {G} ={\Bigl (}{\frac {u}{\nu }}{\Bigr )}{\sqrt {{\frac {d^{2}\ L}{R}}{\Bigl (}{\frac {d\ L}{d\ L}}{\Bigr )}}}} |
| Simplificando                                              | {\displaystyle \mathrm {G} ={\sqrt {\frac {L}{d}}}{\Bigl (}{\frac {u\ d}{\nu }}{\Bigr )}{\sqrt {\frac {d}{R}}}}                       | {\displaystyle \mathrm {G} ={\sqrt {\frac {L}{d}}}{\Bigl (}{\frac {u\ d}{\nu }}{\Bigr )}{\sqrt {\frac {d}{R}}}}                       |

{\displaystyle \mathrm {G} ={\sqrt {\frac {L}{d}}}{\Bigl (}{\frac {u\ d}{\nu }}{\Bigr )}{\sqrt {\frac {d}{R}}}}
La inestabilidad de Görtler ocurre cuando G excede alrededor de 0.3.

## Otras instancias
Un fenómeno similar que surge de la misma acción centrífuga se observa a veces en los flujos de rotación que no siguen una pared curva, como los vórtices de las costillas observados en las vigas de los cilindros y generados detrás de estructuras móviles.